# 左鎮區
23°03′24″N 120°24′31″E / 23.0567780°N 120.4087067°E

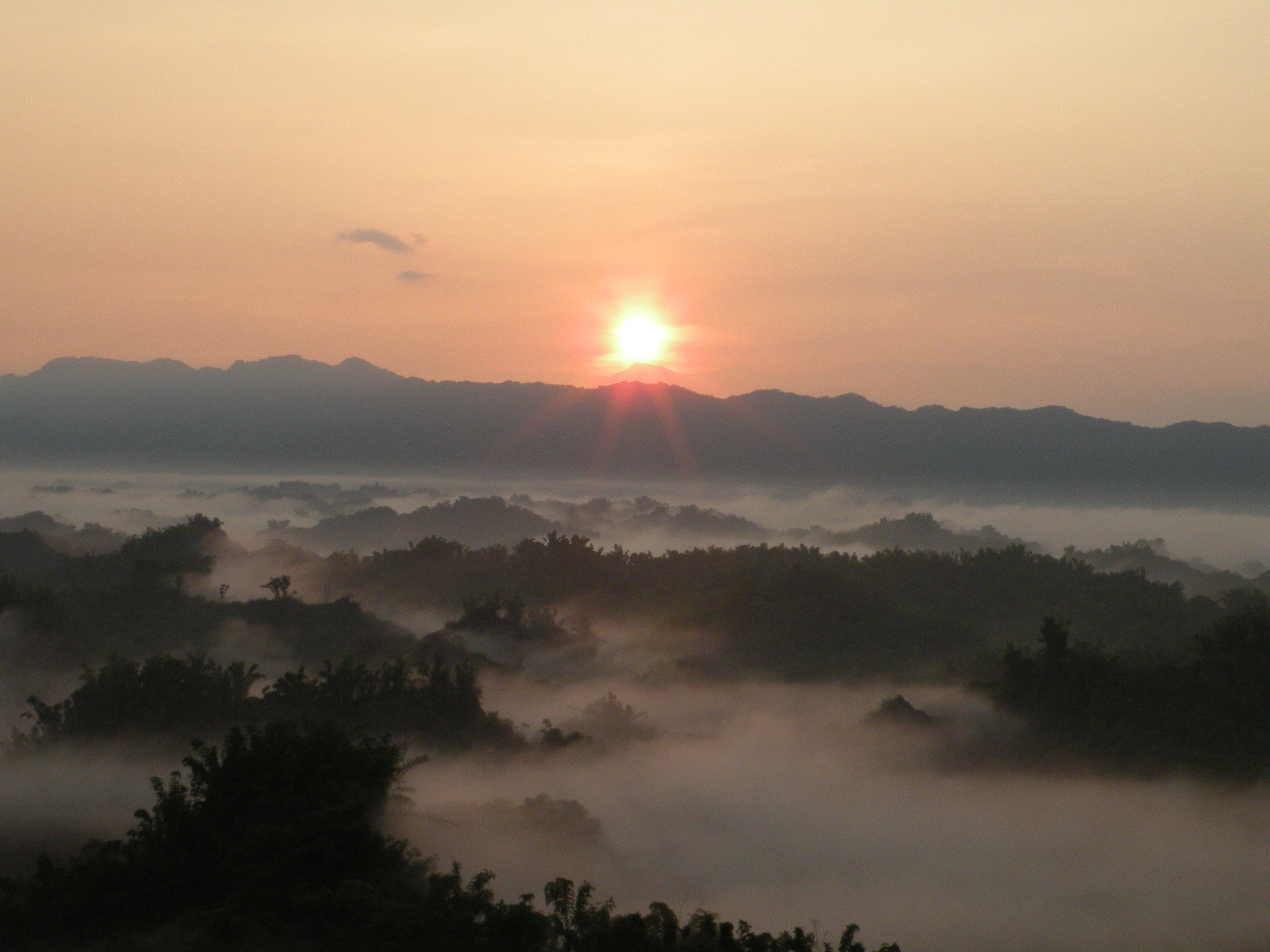
二寮日出是左鎮新興觀光景點

左鎮區，前身「左鎮鄉」，位於臺灣臺南市東南方，北臨玉井區、山上區，東鄰南化區，西鄰新化區，南接龍崎區、高雄市內門區。該區位處山區，雖地勢不高，地形卻是高低起伏，形成半面山、斷崖、曲流、深谷等特殊地景，缺乏大而平坦的腹地，氣候上則屬熱帶季風氣候。
境內居民以臺灣原住民族西拉雅族為主，為西拉雅族重要的居住區，主要來自新港社的支社「卓猴社」與「隙仔口社」:67，境內仍有不少公廨:255。此外菜寮溪化石的發現也令左鎮區受到學界重視，其中的重要發現包括有「早坂犀牛」與「左鎮人」:255。

## 歷史

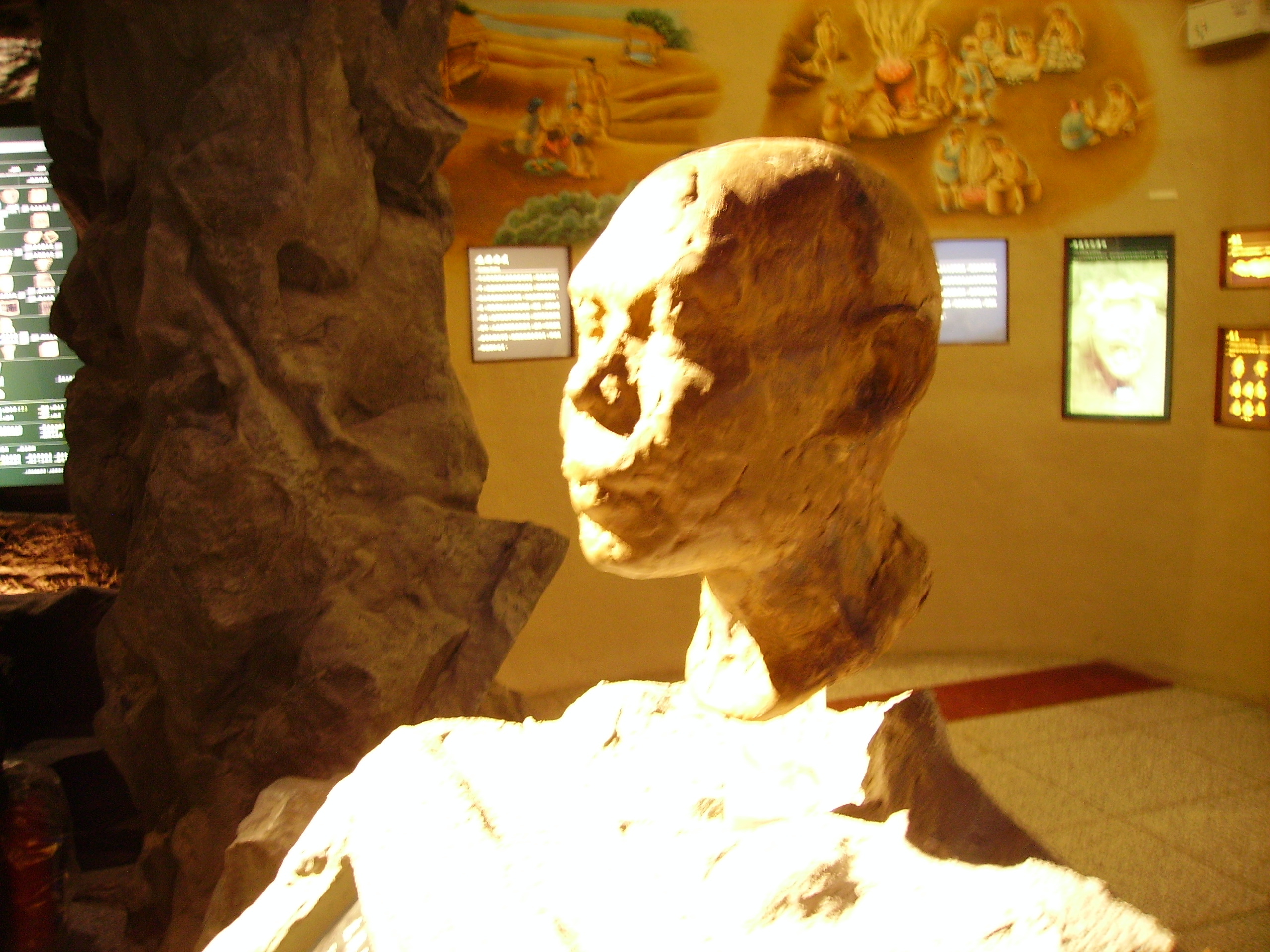
左鎮人想像圖

由於左鎮人的發現，左鎮地區有人類出沒的時間約可追溯至距今2千至3千年前:68。荷蘭統治時期，1644年劃分地方會議區後，左鎮地區大致可歸於北部地方會議區:5。左鎮地區的原住民來自「卓猴社」與「隙仔口社」兩個聚落，是西拉雅族新港社的支社:67，其中卓猴社原本屬於左鎮鄉但在1946年改隸於山上鄉:310。
明鄭時期移民漸入，行政區劃為天興縣新化里:73，而左鎮地名的由來據說即與此時期有關。日本學者伊能嘉矩、安倍明義認為「左鎮」一詞來自當時來此開墾的部隊「折衝左鎮」:312:73。此外另一說法則是當時軍隊在龜潭（在今內）屯田，因人口漸多且地勢險要，遂於轄內左隅駐兵鎮守，因而名「左鎮」:312:73。又據說當時在左鎮地區開墾的主要為廖、簡、歐三姓家族，他們在龜潭定居後開拓茂崗、芋匏一帶，後來簡姓家族遷居左鎮本部落，廖姓家族前往口社寮，歐姓家族則往內庄仔發展:74。另外第三種說法是當時鄭軍並未派兵到左鎮屯田，而是為了維持當時已形成的「木岡社」一帶的治安而派「左鎮」部隊前往駐防，後來明鄭滅亡後用部隊名來指稱當地，而該部隊隊長簡漢超則留居於龜潭地區，後代發展後再遷居左鎮本部落:74。
清朝統治初期，左鎮地區隸屬臺灣府諸羅縣新化里一帶，因左鎮地處偏遠，當時漢人並未大幅入墾，而在康熙五十六年（1717年）的《諸羅縣志》中，已有記載「卓猴社」與「木岡社」:77。又康熙年間，新化里分成新化里東保與新化里西保:3。清雍正十二年（1734年）行政區劃調整，新化里東保改隸臺灣縣，並改稱「新化里」，而據《重修福建臺灣府志》記載，這年分巡臺灣道張嗣在卓猴社設有社學:78:5。而到了乾隆年間，據《重修臺灣縣志》（1752年）記載，卓猴社已經大幅漢化，「衣褲半如漢人，諳曉漢語」:80。而從乾隆年間開始，逐漸有零星移民進入左鎮地區:81，嘉慶、道光年間從新化地區來的漢人繼續遷入，促使新化里在同治年間分成新化東里、新化西里、新化南里、新化北里，而左鎮地區即屬於新化南里:7:82。而在同治年間的《臺灣府與圖纂要》，已經有卓猴莊、石仔崎、頭重溪、菜寮莊、拔馬莊、木岡街等聚落，現今左鎮各聚落已具雛形:84。而在漢人逐漸遷入左鎮的同時，原住民則因為「乏銀費用」等因素，而被迫典賣、放棄祖先土地:85。而在光緒年間，新化南里又分成內新化南里與外新化南里:8，左鎮地區屬於外新化南里（隸屬臺南府安平縣）。
1895年臺灣被割讓給日本後，左鎮地區被規劃隸屬於臺南縣鳳山支廳管轄，但僅止於規劃，實際屬於臺灣民主國的勢力範圍，後來改隸屬臺南民政支部安平出張所:87:186。明治廿九年（1896年）恢復縣制後隸屬臺南縣，此時在外新化南里左鎮庄設有臺南縣民政部管轄事務委員取扱事務所，管轄石仔崎、菜寮、左鎮、木崗、內庄仔、九層林、刺桐腳、隙仔口、潭頂、崙頂、港仔墘等聚落:87:309。次年（1897年）6月實施六縣三廳制與設置辨務署後，左鎮地區所在的外新化南里歸臺南縣大穆降辨務署管轄，同年年底外新化南里分設第一區（區役場在左鎮）、第二區（區役場在崗仔林）:88、90:309。明治卅四年（1901年）實施二十廳制，左鎮地區隸屬於臺南廳大目降支廳，明治四十二年（1909年）實施十二廳制，左鎮地區所在的外新化南里仍隸屬於大目降支廳，但分割成北外新化區與南外新化區:90、91。
1920年臺灣地方改制，在此設立「左鎮庄」，隸屬臺南州新化郡管轄，庄內有石子崎、菜寮、左鎮、內子、山豹、岡子林、草山七個大字:92。1933年時，左鎮庄有人口6335人，其中有2465人為平埔族（以「熟番」記），剩下的主要是福建系漢人。
二次大戰，臺南州由臺南州接管委員會接管，1945年12月公布「八縣九直轄市」的行政區劃，臺南州新化郡左鎮庄改成「臺南縣新化區左鎮鄉」:94。此時左鎮鄉底下有光和村、榮和村、左鎮村、內睦村、岡林村、草山村與澄山村，對應過去的大字:94，而在民國卅五年（1946年）7月時，左鎮鄉光和村（今左鎮區光和里）的「石仔崎」與「卓猴」改隸山上鄉平陽村（今山上區平陽里）:310、819:95。1951年11月1日，左鎮鄉底下的左鎮村分出中正村、內睦村分成睦光村與內庄村、草山村分出二寮村，此後左鎮鄉的村里就此底定:95。2010年12月25日左鎮鄉因臺南縣市合併而改制為左鎮區，底下的村改制為里。

## 地理

### 位置
左鎮區位於臺南市東南端，東與南化區、高雄市內門區為界，南鄰龍崎區，西與新化區接壤，北接山上、玉井兩區。全區面積74.9025平方公里，形狀略呈西北－東南走向:145。

### 氣候
左鎮區氣候溫和，全年皆能種植作物，冬季旱期較長需仰賴水庫供水，夏季則常因梅雨、颱風而造成農作物傷害:164。根據1994年至2009年的資料顯示，左鎮區年均溫為攝氏23.4度，月均溫最高為7月的攝氏27.5度，最低為1月的攝氏17.3度:164－165。年平均降雨量為2,178.7毫米，每月平均降雨量最多為8月的549.8毫米，最少為11月的10.7毫米:166－167。

### 人口
根據臺南市玉井戶政事務所統計，2024年底左鎮區戶數約1.8千戶，人口約4.1千人，區內人口最多與最少的里分別是中正里與二寮里，2024年底兩里人口分別為709人與178人。

## 政治

### 歷屆首長
左鎮鄉時期:345、346：
| 屆次  | 姓名   | 投票日期       | 備註                           |
| ----- | ------ | -------------- | ------------------------------ |
| 官派1 | 穆玉山 |                | 臺南縣政府指派                 |
| 間接1 | 穆玉山 |                | 代表會代表選舉；副鄉長為王連彩 |
| 間接2 | 穆玉山 |                | 代表會代表選舉；副鄉長為洪振源 |
| 1     | 穆玉山 | 1951年1月21日  |                                |
| 2     | 穆玉山 | 1953年3月15日  | 任期改為三年                   |
| 3     | 穆玉山 | 1956年3月4日   |                                |
| 4     | 顏中庸 | 1959年12月13日 | 任期改為四年                   |
| 5     | 穆玉山 | 1964年1月26日  |                                |
| 6     | 顏中庸 | 1968年1月21日  |                                |
| 7     | 簡為國 | 1973年3月17日  |                                |
| 8     | 簡為國 | 1977年11月19日 |                                |
| 9     | 蔡茂生 | 1982年1月16日  |                                |
| 10    | 簡永昌 | 1986年2月1日   |                                |
| 11    | 楊子祥 | 1990年1月20日  |                                |
| 12    | 楊子祥 | 1994年1月29日  |                                |
| 13    | 吳茂周 | 1998年1月24日  |                                |
| 14    | 吳茂周 | 2002年1月26日  |                                |
| 15    | 呂順令 | 2005年12月3日  |                                |

左鎮區時期
| 任次 | 姓名   | 就任日期   | 備註 |
| ---- | ------ | ---------- | ---- |
| 1    | 呂順令 | 2010年12月 |      |
| 2    | 李佳隆 | 2014年12月 |      |
| 3    | 李燿州 | 2019年5月  |      |
| 4    | 邱志榮 | 2020年7月  |      |
| 5    | 謝松益 | 2021年4月  |      |
| 6    | 余基吉 | 2023年8月  | 現任 |

### 區政組織

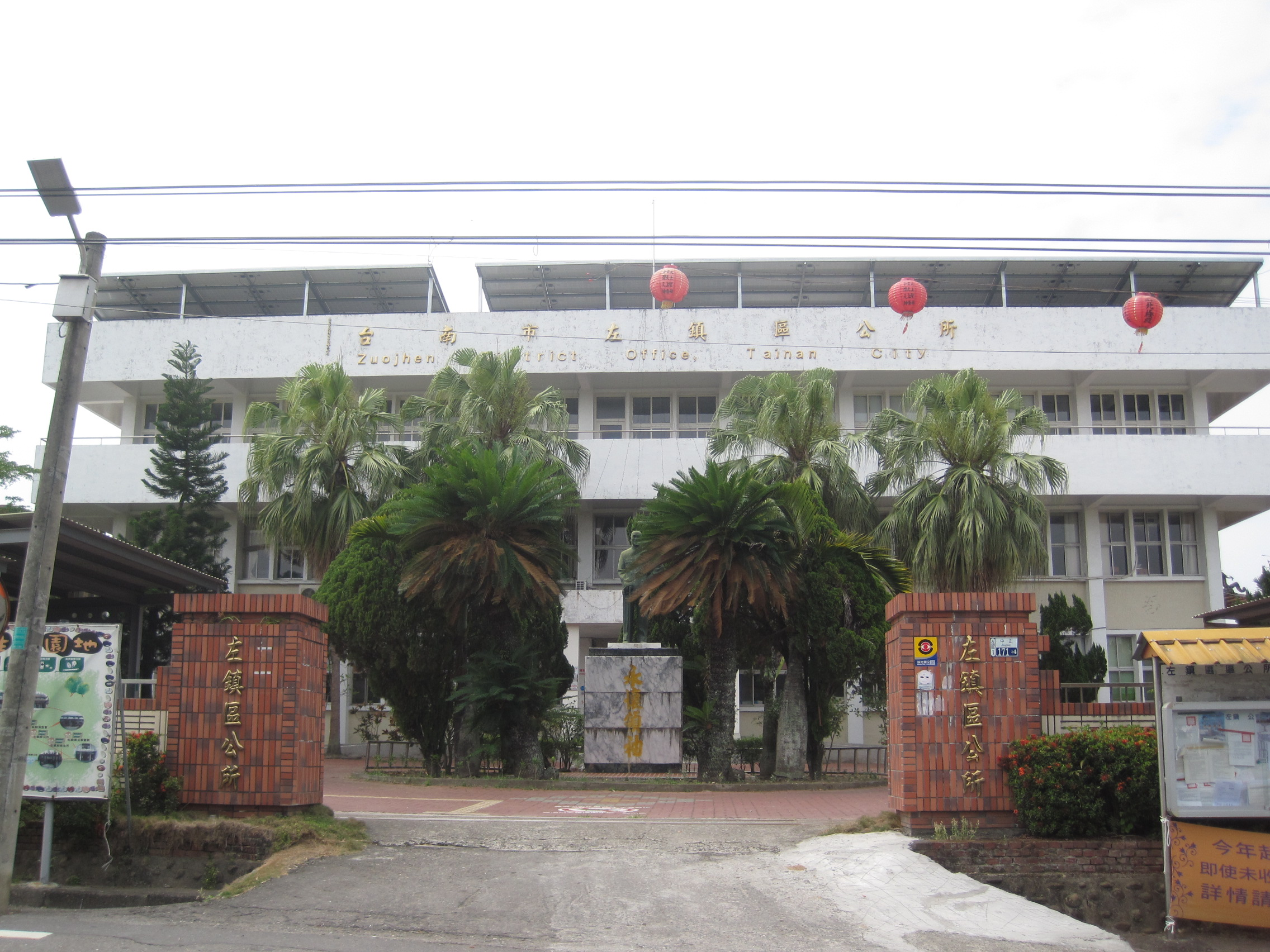
左鎮區公所

左鎮區公所是臺南市政府在左鎮區的派出機關，在中華民國政府架構中為市政府綜理區政的執行機關，上級業務監督機關為臺南市政府。区长由市長任命，其任期為無任期保障。在區長及主任秘書之下，設有3課3室等6個內部單位。

### 行政區
現今左鎮區行政範圍的確立，來自於1946年，將原屬左鎮鄉的石子崎、卓猴兩地納入山上鄉鄉域:305。1950年，裁撤區署，左鎮鄉改直隸於臺南縣:306。2010年12月25日，臺南縣市合併改制為直轄市，左鎮鄉改制為市轄區「左鎮區」，隸屬臺南市:345。
左鎮區共轄10里67鄰，其行政區域分布情形為：
| 左鎮區行政區劃 |        |      |        |      |        |      |        |
|                |        |      |        |      |        |      |        |
| 編號           | 里名   | 編號 | 里名   | 編號 | 里名   | 編號 | 里名   |
| 1              | 光和里 | 2    | 榮和里 | 3    | 中正里 | 4    | 睦光里 |
| 5              | 內     | 6    | 左鎮里 | 7    | 澄山里 | 8    | 岡林里 |
| 9              | 二寮里 | 10   | 草山里 |      |        |      |        |

## 經濟
日治時期，左鎮發展蔗糖產業。當時臺南至玉井完成鋪設臺車輕便鐵道，小火車的開闢，設置「菜寮甘蔗原料區」，菜寮地方成為左鎮庄經濟文化發達的地區。後來糖業沒落之後，1973年車站廢止。
民國98年經濟部公告曾文溪自來水水質水量保護區之範圍，左鎮全區屬禁止或限制開發林木與土地，無論是畜牧業抑或是工廠都無法有規模的順利發展，加上落後的基礎建設使區內工商業不發達，就業機會不多。
左鎮區原為臺灣唯一沒有便利商店的平地行政區，目前統一超商已在菜寮成立門市，於2023年2月25日開幕。

## 文化

### 考古
日治時期，台北帝國大學教授早坂一郎，在左鎮區菜寮溪旁發現化石。後來在1970年代又陸續發現左鎮人的頭蓋骨化石，及一頭完整的犀牛化石，使得左鎮區聲名大噪。另外，「化石爺爺」陳春木亦為當地重要文史工作者及化石採集者。

## 教育

### 國民中學
- 臺南市立左鎮國民中學

### 國民小學
- 臺南市左鎮區左鎮國民小學
- 臺南市左鎮區光榮實驗小學

### 廢校
- 岡林國民小學：曾三次成為左鎮國小的分校（第一次是在日治時期），於2006年併入左鎮國小[27]:702。附有草山分校，1994年降為草山分班，1996年隨著岡林國小變為左鎮國小的分校而裁撤[27]:701。
- 澄山國民小學：曾先後成為左鎮國小與光榮國小的分校，於2006年併入光榮國小[27]:703。

## 交通

### 公路
- 台20線
- 台20乙線
- 南162線
- 南168線
- 南171線

### 鐵路
- 臺灣糖業鐵路
  - 玉善線：1975年停止客運

### 客運
- 大台南公車

| 編號              | 路線                         | 營運單位 | 備註                                   |
| ----------------- | ---------------------------- | -------- | -------------------------------------- |
| 綠幹線            | 臺南轉運站－新化－玉井       | 興南客運 |                                        |
| 綠幹線 區間車(東) | 新化－玉井                   | 興南客運 |                                        |
| 綠12              | 新化－南化－玉山             | 興南客運 |                                        |
| 綠12區間車(1)     | 新化－南化國中               | 興南客運 | - 部分班次延駛至臺南轉運站。           |
| 綠12區間車(2)     | 左鎮果菜市場－南化國中       | 興南客運 |                                        |
| 綠12-1            | 左鎮果菜市場－南化區公所     | 皇冠交通 | - 全線使用小黃公車營運。               |
| 綠12-2            | 左鎮果菜市場－厚德紫竹寺     | 皇冠交通 | - 全線使用小黃公車營運。               |
| 綠13              | 新化－岡林－左鎮果菜市場     | 興南客運 |                                        |
| 綠13區間車        | 新化－慈蓮寺                 | 興南客運 | - 例假日停駛。                         |
| 綠28              | 左鎮果菜市場－草山里活動中心 | 皇冠交通 | - 全線使用小黃公車營運。               |
| 綠30              | 左鎮國中－澄山國小           | 皇冠交通 | - 全線使用小黃公車營運。               |
| 綠30-1            | 左鎮國中－澄山心理園區       | 皇冠交通 | - 全線使用小黃公車營運，採預約制發車。 |

### 公共自行車YouBike2.0
至2024年3月8日止，左鎮區共設1站，分別為：
- 左鎮化石園區

## 旅遊

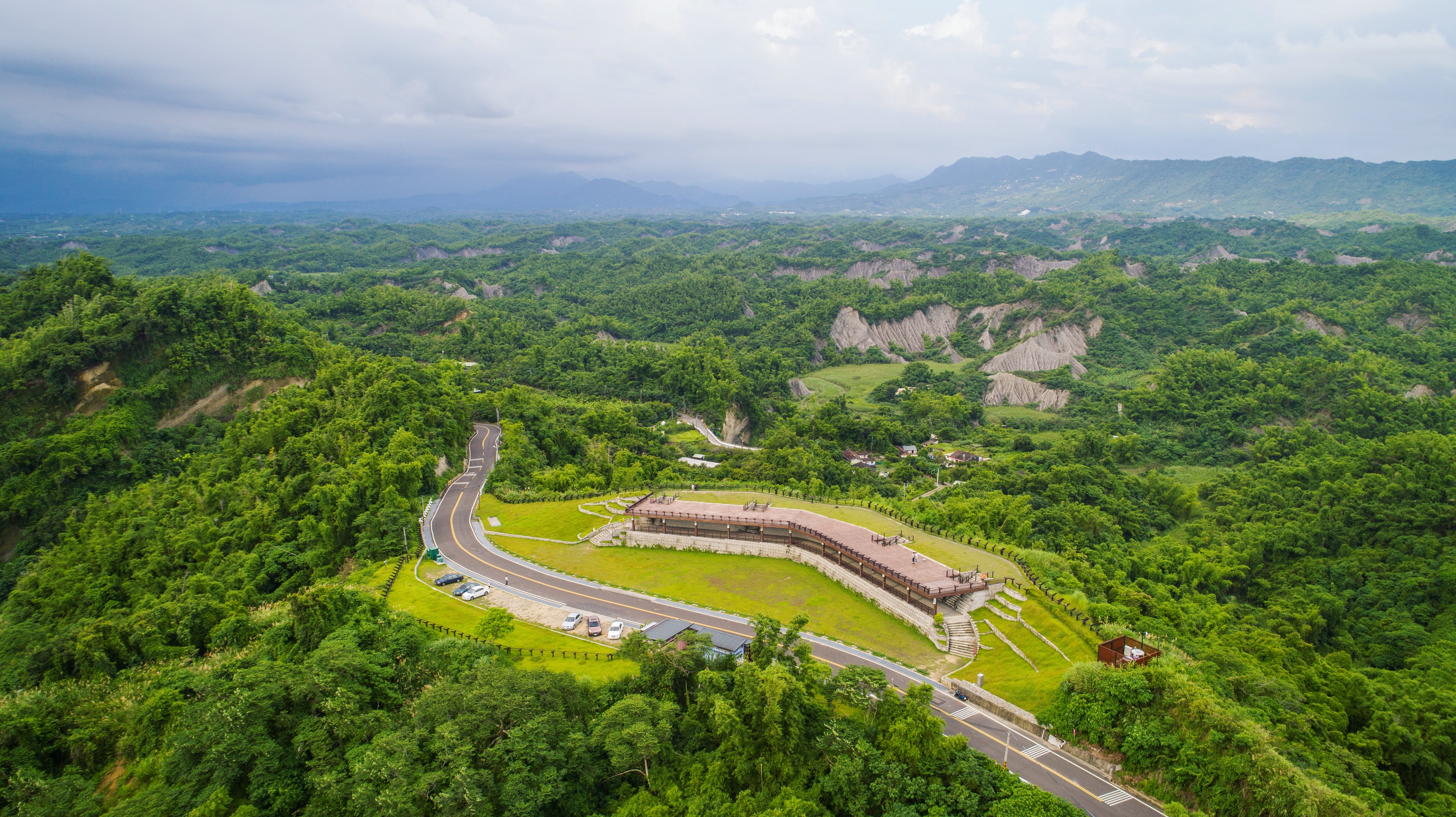
二寮觀日亭

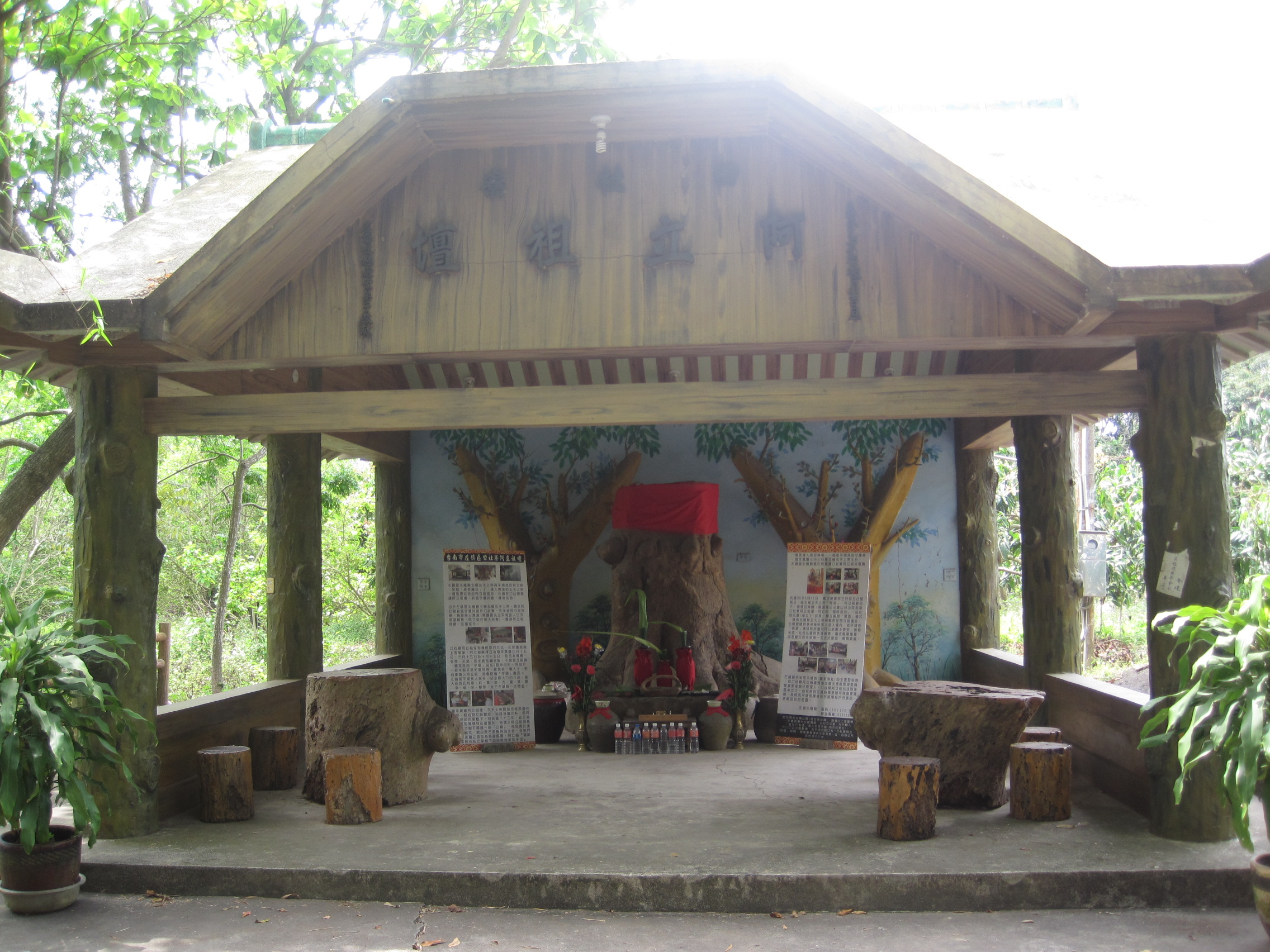
口社寮阿立祖壇

- 308高地
- 口社寮阿立祖壇
- 西拉雅文化尋根
- 李家古厝
- 岡林教會
- 臺南左鎮化石園區（前身為菜寮化石館）
- 橫山太祖古樹林
- 羅來受紀念館
- 二寮觀日
- 左鎮教會
- 李得興吊橋（要月橋）
- 草山月世界
- 噶瑪噶居寺
- 蠔鏡窗
- 鹽水坑滾水泡

## 特產
- 破布子（樹子仔）、芒果、竹筍、山藥

## 外部連結
- 左鎮區公所 （页面存档备份，存于） （繁體中文）